# Erich Srbek
Erich Srbek (Praga, Imperio austrohúngaro, 4 de junio de 1908-24 de febrero de 1973) fue un jugador y entrenador de fútbol checoslovaco. En su etapa como jugador profesional se desempeñaba como centrocampista.

## Selección nacional
Fue internacional con la selección de fútbol de Checoslovaquia en 14 ocasiones. Formó parte de la selección subcampeona de la Copa del Mundo de 1934, pese a no haber jugado ningún partido durante el torneo.

### Participaciones en Copas del Mundo
| Mundial                        | Sede   | Resultado  | Partidos | Goles |
| ------------------------------ | ------ | ---------- | -------- | ----- |
| Copa Mundial de Fútbol de 1934 | Italia | Subcampeón | 0        | 0     |

## Clubes

### Como jugador
| Club            | País           | Año       |
| --------------- | -------------- | --------- |
| DFC Prag        | Checoslovaquia | ¿-1930    |
| Sparta Praga    | Checoslovaquia | 1930-1937 |
| Viktoria Žižkov | Checoslovaquia | 1938-1939 |

### Como entrenador
| Club         | País           | Año       |
| ------------ | -------------- | --------- |
| Sparta Praga | Checoslovaquia | 1948-1953 |
| Sparta Praga | Checoslovaquia | 1957-1958 |

## Palmarés

### Como jugador

#### Campeonatos nacionales
| Título           | Club         | País           | Año  |
| ---------------- | ------------ | -------------- | ---- |
| Primera División | Sparta Praga | Checoslovaquia | 1932 |
| Primera División | Sparta Praga | Checoslovaquia | 1936 |

#### Copas internacionales
| Título                 | Club         | Sede                   | Año  |
| ---------------------- | ------------ | ---------------------- | ---- |
| Copa de Europa Central | Sparta Praga | Praga (Checoslovaquia) | 1935 |

### Como entrenador

#### Campeonatos nacionales
| Título           | Club         | País           | Año  |
| ---------------- | ------------ | -------------- | ---- |
| Primera División | Sparta Praga | Checoslovaquia | 1952 |